# Šiška
Šiška je del Ljubljane, sedež četrtne skupnosti Šiška. Šiška predstavlja skupno ime za nekdanji vasi Spodnja in Zgornja Šiška.
Skozi Šiško poteka pomembna mestna vpadnica Celovška cesta, skoznjo poteka tudi železniška proga proti Kranju, z odcepom proti Kamniku in Železniško postajo Ljubljana Šiška. 

## Ime
Leta 1891 je Simon Rutar napisal članek, v katerem je zapisal izvor imena: "Kaissach" in "Kheis" ni nič drugega nego Kajža, v Kajžah (Keusche) in torej prav tisto kar "hiška" (hišica), in kakor izgovarjajo v ljubljanski okolici, "šiška" (šiša mesto hiša).
Samo ime se je skozi čas razvijalo: 
- 1370: Keissach, Chisschia[1];
- 1453: Geyss, Keys, Kheis, Gheis[1];
- 1631: Siska, Schishka[1];
- 1749: Schischka (slovensko) oz. Keitsch (nemško)[1];
- 1846: Spodnja Shishka (slovensko) oz. Schischka (nemško)[1];
- 1887: Šiška[1].

Nemško ime za Šiško je poleg Schischke oz. Keitscha bilo tudi Schönau, po Dvorcu Schönau, ki se prvič omenja že leta 1744.

## Zgodovina
Prva omemba Šiške izvira iz leta 1308 na dokumentu o širjenju komendske posesti v Šiški: zwo hvben die gelegen sint ze Cheis in dem dorfe vor der stat ze Laibach miz leute vnd mit gut vnd mit allem dem daz dar zu gehort.
Leta 1370 se v okviru šišenskega mira posebej omenja Spodnja Šiška (inferior Keissach, Chisschia).

## Upravna ureditev
Do leta 1914 sta obe šišenski vasi bili samostojni občini: Občina Spodnja in Zgornja Šiška. Tega leta so obe občini priključili Mestni občini Ljubljana.
Do leta 1990 so Šiška in sosednji deli mesta (Dravlje, Koseze, Šentvid, Vižmarje) ter bližnji primestni kraji, kot sta Medvode in Vodice, skupaj tvorili nekdanjo občino Ljubljana-Šiška.